# Падурениј (Клуж)
Падурениј (рум. Pădurenii) насеље је у Румунији у округу Клуж у општини Минтиу Герлиј. Oпштина се налази на надморској висини од 429 m.

## Становништво
Према подацима из 2002. године у насељу је живело 108 становника, од којих су сви румунске националности.